# Koji Fujikawa
Koji Fujikawa (藤川 康司 Fujikawa Koji?), född 7 oktober 1978 i Tokushima prefektur, är en japansk före detta fotbollsspelare.
Fujikawa började sin karriär 1997 i Kyoto Purple Sanga. Efter Kyoto Purple Sanga spelade han för Oita Trinita, Sagan Tosu och Kataller Toyama. Han avslutade karriären 2009.